# African Brotherhood Church
African Brotherhood Church (ABC) är ett kristet trossamfund med omkring 1 miljon medlemmar i Kenya, Tanzania, Rwanda och Uganda.
ABC bildades 1945 i Kenya och är medlem av Organization of African Instituted Churches (OAIC) och National Council of Churches of Kenya (NCCK) och har initierat en rad utvecklingsprojekt i de länder där kyrkan finns representerad, ofta i samarbete med lokala gräsrotsrörelser.